# Mitrospingus oleagineus
Mitrospingus oleagineus là một loài chim trong họ Thraupidae.